# Gabriela Kownacka
Gabriela Anna Kownacka (nombre de soltera, Kwasz) (Breslavia, 25 de mayo de 1952 – Varsovia, 30 de noviembre de 2010) fue una actriz de cine y teatro polaca, conocida por su papel en la serie polaca Rodzina zastępcza.
Participó en unos 60 producciones televisivas y unas 40 teatrales.
Por decisión del Presidente de la República de Polonia, el 22 de agosto de 2005 fue galardonada con la Cruz del Mérito.
Kownacka falleció el 30 de noviembre de 2010 a los 58 años, después de una larga batalla contra un cáncer de pecha que se le fue diagnosticada en 2004.

## Filmografía
- 1972: The Wedding – Zosia
- 1975: Skazany – Kasia
- 1976: Trędowata – Rita Szylinżanka
- 1977: Ciuciubabka – Grażyna
- 1977: Pani Bovary to ja
- 1977: Rebus – Ania
- 1977: Rekolekcje – Myszka
- 1977: Szarada – Ewa
- 1978: Hallo Szpicbródka – Anita
- 1980: Urodziny młodego warszawiaka – Jadźka
- 1980: Ukryty w słońcu – Joanna
- 1980: Bo oszalałem dla niej – Sylwia
- 1981: Dziecinne pytania – Bożena
- 1981: Przypadki Piotra S. – prostitute
- 1981: Spokojne lata – Iza
- 1983: Nadzór – Danusia Wabik
- 1984: Jak się pozbyć czarnego kota – Krystyna Danek
- 1984: Pismak – Maria
- 1984: Zamiana – Ola
- 1985: Kronika wypadków miłosnych – Olimpia
- 1985: Ga, ga. Chwała bohaterom – blondie woman
- 1985: Żaglowiec – Michael's mother
- 1985: Czarny kot
- 1986: Nieproszony gość
- 1987: Hanussen – wife
- 1988: Niezwykła podróż Baltazara Kobera – Gertruda
- 1989: Kapitał, czyli jak zrobić pieniądze w Polsce – Barbara
- 1989: Yacht – wife
- 1992: Smacznego telewizorku – Teresa Adler
- 1992: Sauna – Masza
- 1992: Zwolnieni z życia – Elżbieta
- 1993: Les Nouveaux Exploits d'Arsene Lupin
- 1995–1998: Matki, żony i kochanki – Dorota Padlewska-Lindner
- 1996: Cesarska tabakierka – Baronowa
- 1996: Dzieci i ryby – Ewelina
- 1999: Fuks – Alex's mother
- 1999: Kiler-ów 2-óch – president's wife
- 1999: Rodzina zastępcza – Anna Kwiatkowska
- 1999: Bratobójstwo
- 2001: Pas de deux – Anna Struziakowa
- 2002: Na dobre i na złe – Lidia Kornecka, menadżerka Niki
- 2003: Powiedz to, Gabi – actress
- 2006: Przebacz – mother
- 2007: Dwie strony medalu – Jolanta Wysocka
- 2007: Niania – herself